# 杉本正隆
杉本 正隆（すぎもと まさたか、1986年3月12日 - ）は、北海道釧路市出身の元アイスホッケー選手で、現在は日本競輪選手会茨城支部所属の競輪選手。日本競輪学校（以下、競輪学校）第96期生。師匠は木村貴宏（競輪学校80期生）。

## 来歴
小学校の頃からアイスホッケーを行い、埼玉栄高等学校時代の2004年にはアンダー18（18歳以下）、法政大学（以下、法大）時代の2005年にはアンダー20（20歳以下）の世界選手権における、日本代表ディフェンダー(DF)に選出された。
法大卒業後、競輪学校に入校。同期に深谷知広、柴田竜史らがいる。
2009年7月1日、取手競輪場でデビューし4着。初勝利は同年同月2日の同場。